# Arhimedov vijak
Arhimedov vijak je naprava koja se često tokom istorija upotrebljavala za premeštanje vode u kanale za natapanje. To je jedan od izuma koji se pripisuje grčkom misliocu Arhimedu iz 3. veka pne, iako postoji i druga teorija po kojoj su za ovaj izum zaslužni stanovnici Vavilona pre Arhimeda, a postoji i pretpostavka da su se čuveni vrtovi Vavilona natapali pomoću ovog tipa sisaljke.
Kao mašina koja se koristi za prenošenje vode iz niskog vodnog tela u kanale za navodnjavanje, voda se pumpa okretanjem površine u obliku šrafa unutar cevi. U savremenom svetu, Arhimedove vijčane pumpe se široko koriste u postrojenjima za prečišćavanje otpadnih voda i za odvodnjavanje nižih regiona. Arhimedove vijčane turbine (AST) su novi oblik malih hidroelektrana koje se mogu primeniti čak i na lokacijama sa niskim rasponom visine. Arhimedovi pužni generatori rade u širokom opsegu protoka (0,01 {\displaystyle m^{3}/s} do 14.5 {\displaystyle m^{3}/s} i raspona napona (0,1 m do 10 m), uključujući niske napone i umerene brzine protoka koji nisu idealni za tradicionalne turbine i nisu zauzeti tehnologijama visokih performansi. Arhimedov vijak je reverzibilna hidraulična mašina, a postoji nekoliko primera Arhimedovih zavrtnih instalacija gde vijak može da radi u različito vreme kao pumpa ili generator, u zavisnosti od potreba za snagom i protokom vode.

## Princip rada i upotreba
Ova mašina je jednostavne konstrukcije, sastoji se od vijka smeštenog unutar cevi. Vijak se okreće pokretan vetrenjačom, snagom čoveka ili stoke. Okretanjem vijka, tečnost se kreće po obodu vijka prema gore, sve dok ne dođe do vrha, gde se izliva iz cevi prema krajnjem odredištu. Poželjno je da između vijka i cevi bude što manji zazor, kako bi se smanjila propuštanja iz višeg u niži nivo. Gubici su takođe manji ako je veća brzina okretanja vijka.
Implementacija Arhimedovog vijka može biti ostvarena na dva načina. Kod prve izvedbe se vijak okreće unutar cevi koja je statična, a kod druge se vijak i cilindar okreću zajedno, te ne postoji relativno kretanje između vijka i cevi. Istorijski izvori govore o upotrebi drugog sistema u starom veku u Grčkoj i Rimu, a postoje i naznake da se upotrebljavao u Vavilonu za vreme Nabukodonosora drugog. Tu se upotrebljavao ljudski rad pri okretanju kućišta u kojem je bio kruto spojeni vijak.
Danas se Arhimedov vijak upotrebljava za navodnjavanje, ali i za isušivanje, kako to prikazuje slika desno. Česta je upotreba i u kanalizacijskim sistemima, jer je vijak skoro neosetljiv na krute nečistoće i menjanje količina koje prebacuje. Takođe, Arhimedov vijak je česta pojava u pokretnim trakama, u ribogojilištima, transportu žitarica, ...

## Dimenzije Arhimedovog vijka
= unutarnji prečnik cevi
 = vanjski prečnik vijka
β = ugao nagiba uređaja
0 = najveća moguća visina dizanja
1 = najmanja visina dobave
2 = najveća visina dobave
3 = srednja visina dobave
 = broj nezavisnih navoja
 = dužina navoja
 = uspon vijka

## Istorija
Izum vijčane pumpe se obično pripisuje Arhimedu, prilikom njegove posete Egiptu. Moguće je da ova tradicija odražava činjenicu da je ovaj aparat bio nepoznat Grcima pre helenističkih vremena i da su ga tokom Arhimedovog života uveli nepoznati inženjeri. Slike grčkih i rimskih vijaka za vodu pokazuju da ih pokreću ljudska gazišta na spoljašnjem kućištu tako da se ceo uređaj okreće kao jedan komad, što zahteva da je kućište fiksno pričvršćeno na vijku.
Neki istraživači su pretpostavili da je ovo bio uređaj koji se koristio za navodnjavanje Visećih vrtova Vavilona, jednog od sedam čuda antičkog sveta. Stefani Dali interpretira klinasti natpis asirskog kralja Senaheriba (704–681. pne) kao opis livenja vijaka za vodu od bronze nekih 350 godina nanije. Ovo je u saglasnosti sa klasičnim piscem Strabonom, koji opisuje da su viseći vrtovi bili navodnjavani vijcima.
Nemački inženjer Konrad Kieser je opremio Arhimedov vijak mehanizmom za pokretanje u svom Belifortisu (1405). Ovaj mehanizam je brzo zamenio drevnu praksu rada cevi gaženjem.

## Upotrebe
Vijak se uglavnom koristio za transport vode do sistema za navodnjavanje i za iscrpljivanje vode iz rudnika ili drugih niskih područja. Korišćen je za dreniranje zemljišta koje je bilo ispod nivoa mora u Holandiji i na drugim mestima u stvaranju poldera.
Arhimedovi vijkovi se koriste u postrojenjima za prečišćavanje otpadnih voda, jer se dobro podnose različite brzine protoka i prisustvo suspendovanih čvrstih materija. Pužni konvejer u snegočistaču ili žitnom elevatoru je esencijalno Arhimedov vijak. Mnogi oblici aksijalno-protočnih pumpi u osnovi sadrže Arhimedov vijak.
Isti princip se takođe sreće u pescalatorima, koji su Arhimedovi vijci dizajnirani da bezbedno podižu ribe iz ribnjaka i njihov transport do druge lokacije. Ova tehnologija se primarno koristi u mrestilištima riba, gde je poželjno da se minimizuje fizičko rukovanje ribom.
U uspešnoj stabilizaciji kosog tornja u Pizi 2001. godine korišten je Arhimedov vijak. Male količine dubljih slojeva zemlje zasićenih podzemnom vodom uklonjene su daleko od severne strane tornja, i težina samog tornja je korigovala zakošenost.
Arhimedov vijak se koristi u čokoladnim fontanama.

## Literatura
- P. J. Kantert: "Manual for Archimedean Screw Pump", Hirthammer Verlag 2008,  978-3-88721-896-6.
- P. J. Kantert: "Praxishandbuch Schneckenpumpe", Hirthammer Verlag 2008,  978-3-88721-202-5.
- Oleson, John Peter (1984), Greek and Roman mechanical water-lifting devices. The History of a Technology, Dordrecht: D. Reidel, ISBN 90-277-1693-5
- Oleson, John Peter (2000), „Water-Lifting”,  Ур.: Wikander, Örjan, Handbook of Ancient Water Technology, Technology and Change in History, 2, Leiden, стр. 217—302 (242—251), ISBN 90-04-11123-9
- Nuernbergk, D. and Rorres C.: „An Analytical Model for the Water Inflow of an Archimedes Screw Used in Hydropower Generation", ASCE Journal of Hydraulic Engineering, Published: 23 July 2012
- Nuernbergk D. M.: "Wasserkraftschnecken – Berechnung und optimaler Entwurf von archimedischen Schnecken als Wasserkraftmaschine", Verlag Moritz Schäfer, Detmold, 1. Edition. 2012, 272 papes,  978-3-87696-136-1
- Rorres C. „The turn of the Screw: Optimum design of an Archimedes Screw”. ASCE Journal of Hydraulic Engineering. 126 (1).. , Jan.2000, pp. 72–80
- Nagel, G.; Radlik, K.: Wasserförderschnecken – Planung, Bau und Betrieb von Wasserhebeanlagen; Udo Pfriemer Buchverlag in der Bauverlag GmbH, Wiesbaden, Berlin (1988)
- White, Jr., Lynn (1962), Medieval Technology and Social Change, Oxford: At the Clarendon Press
- Pen and Sunlight Sketches of Saint Louis: The Commercial Gateway to the South. Chicago: Phoenix Publishing. 1892. стр. 268. Архивирано из оригинала 10. 6. 2011. г.
- US patent 635501, J. A. Morath, "Agricultural Machine", issued 1899-05-18
- „History of The Peavey”. Peavey Manufacturing Co. Архивирано из оригинала 29. 12. 2008. г. Приступљено 7. 1. 2009.
- „1907 Screw Drive Vehicle”. Patent Pending Blog – Patents and the History of Technology. Приступљено 7. 1. 2009.
- Lore A Rogers; Caleb W Scribner. „Lombard Steam Log Hauler” (PDF). American Society of Mechanical Engineers. Архивирано из оригинала (PDF) 4. 3. 2009. г. Приступљено 6. 1. 2009.
- „Snow Motors”. Time. 4. 1. 1926. Архивирано из оригинала 3. 11. 2012. г. Приступљено 14. 1. 2009.
- „Collection – Fordson Snowmobile 1926”. The Heidrick Ag History Center. Архивирано из оригинала 18. 12. 2009. г. Приступљено 14. 1. 2009. „This machine hauled mail from Truckee to North Lake Tahoe.”
- „OSS Briefing Film – The Weasel”. Real Military Flix. Приступљено 28. 1. 2009.
- Rob Arndt. „Raedel SchraubenantrieB Schneemaschine (Screw Propulsion Snow Vehicle) (1944)”. Архивирано из оригинала 5. 9. 2017. г. Приступљено 19. 1. 2010.
- „For water, mud, marsh, sludge, slosh, slough, bog, fen, morass, quagmire, snow, slush, sand, silt, muck & mire (advertisement)”. Life Magazine: 35, 36. 10. 1. 1964. Приступљено 12. 12. 2012.
- Crismon, Fred W. (1992). U.S. Military Tracked Vehicles. Osceola, Wisconsin: Motorbooks International. стр. 399–401. ISBN 087938672X.
- Fatherree, Dr. Ben H. „Chapter 8 – The Vietnam Era and Beyond: Mobility and Environmental Studies, 1963–1978”. The History of Geotechnical Engineering at the Waterways Experiment Station 1932–2000. Архивирано из оригинала 25. 6. 2007. г. Приступљено 28. 1. 2009.